# Dryssa (rzeka)
Dryssa (biał. Дрыса, Drysa) — rzeka w obwodzie witebskim Białorusi, prawy dopływ Dźwiny. Długość wynosi 183 km, wielkość zlewni — 6420 km². Wypływa z jeziora Dryssa, płynie przez kilka jezior. Dolina rzeki silnie zabagniona. Przepływ rzeki przy ujściu wynosi 40 m³/s. Przy ujściu znajduje się miasto Wierchniedźwińsk, do 1962 roku noszące nazwę Dryssa.